# Собичівська сільська рада
Со́бичівська сільська́ ра́да — колишній орган місцевого самоврядування в Шосткинському районі Сумської області. Адміністративний центр — село Собичеве.

## Загальні відомості
- Населення ради: 641 особа (станом на 2001 рік)

## Населені пункти
Сільській раді підпорядковані населені пункти:
- с. Собичеве

## Склад ради
Рада складається з 12 депутатів та голови.
- Голова ради: Романько Віктор Іванович
- Секретар ради: Герасименко Валентина Павлівна

### Керівний склад попередніх скликань
| Прізвище, ім'я, по батькові | Основні відомості                                                                      | Дата обрання | Дата звільнення |
| --------------------------- | -------------------------------------------------------------------------------------- | ------------ | --------------- |
| Таракан Василь Григорович   | Сільський голова, 1952 року народження, член Комуністичної партії України              | 26.03.2006   | 31.10.2010      |
| Романько Віктор Іванович    | Сільський голова, 1957 року народження, освіта вища, член Народно-демократичної партії | 31.10.2010   |                 |

Примітка: таблиця складена за даними сайту Верховної Ради України

## Населення
Згідно з переписом УРСР 1989 року чисельність наявного населення сільської ради становила 775 осіб, з яких 329 чоловіків та 446 жінок.
За переписом населення України 2001 року в сільській раді мешкали 634 особи.

### Мова
Розподіл населення за рідною мовою за даними перепису 2001 року:
| Мова       | Відсоток |
| ---------- | -------- |
| українська | 91,73 %  |
| російська  | 7,96 %   |
| білоруська | 0,31 %   |